# Double (baseball)

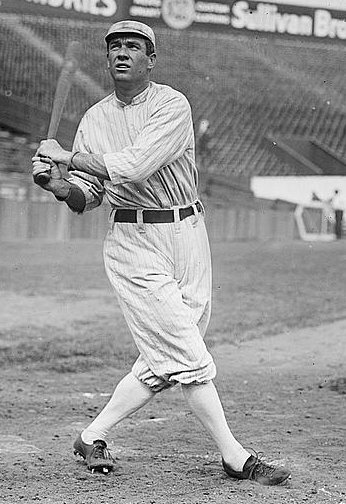
Tris Speaker – lider w klasyfikacji wszech czasów pod względem liczby double'ów.

Double – uderzenie w baseballu, po którym pałkarz dotarł bezpiecznie na drugą bazę. Double niezaliczany jest w przypadku rozegrania fielder's choice lub popełnienia błędu przez drużynę broniącą.

## Liderzy w klasyfikacji wszech czasów MLB pod względem liczby double'ów
1. Tris Speaker – 792
2. Pete Rose – 746
3. Stan Musial – 725
4. Ty Cobb – 724
5. Craig Biggio – 668
6. George Brett – 665
7. Nap Lajoie – 657
8. Carl Yastrzemski – 646
9. Honus Wagner – 643
10. Hank Aaron – 624